# イエスイヤーズ (映像作品)
『イエスイヤーズ』（YesYears: A Retrospective）は、1991年10月2日にアトコレコードから発売されたイエスのドキュメンタリー映像作品。

## 概要
イエスの結成時から1991年に催行された8人編成による「ユニオン・ツアー」の時点までの歴史を、ツアー中のメンバーへのインタビュー映像や当時のビデオ映像を交えて解説している。
1991年までのバンドのキャリアにまたがる各曲を収録した、『イエスイヤーズ』という同タイトルの4枚組ボックス・セット（ジャケットもロジャー・ディーンによる同じイラストを使用）と同時期にリリースされた。1991年にレーザーディスクとVHSでリリースされ、2002年にDVD化された。2006年2月8日にDVDが再発された。
リック・ウェイクマンの『海洋地形学の物語』に対する酷評が本人の口から語られているのを初め、イエスの作品や人間関係に関する数々の証言がメンバー自身からコメントされている。さらに後半には、当該ツアーのリハーサルの様子や、生い立ち/経歴の解説も収録されている。

## 収録曲
「ドキュメンタリー・ビデオを構成する素材」という形式で、以下の演奏のビデオが部分的に使用されている。
1. リーブ・イット - 『9012ライブ』のビデオ版による演奏。各時代のビデオ映像が挿入されている。
2. 燃える朝焼け - 「ユニオン・ツアー」の演奏
3. チャンスも経験もいらない - 1969年のテレビ番組『Beat Club』出演時の映像 (モノクロ)/プロモーション・ビデオ (カラー)
4. アストラル・トラベラー - ベルギーで製作されたテレビ放送用のビデオ (カラー)
5. ザ・クラップ - 『イエスソングス』のビデオ版。
6. ユアス・イズ・ノーディスグレイス - 1971年のテレビ番組『Beat Club』出演時の映像 (カラー)/『イエスソングス』のビデオ版
7. アイヴ・シーン・オール・グッド・ピープル - 『イエスソングス』のビデオ版/1971年のテレビ番組『Beat Club』出演時の映像
8. ヘンリー8世と6人の妻から抜粋 - 『イエスソングス』のビデオ版
9. 遥かなる想い出 - 『イエス/ライブ 1975』
10. ラウンドアバウト - 『イエスソングス』のビデオ版
11. 危機 - 『イエスソングス』のビデオ版
12. アメリカ - 1972年のアドヴィジョンスタジオでの映像記録
13. 同志 - 『イエスソングス』のビデオ版
14. 儀式 - 『イエス/ライブ 1975』
15. シベリアン・カートゥル - 1979年フィラデルフィアでのライブの映像(円形ステージ)
16. イージー・マネー (キング・クリムゾンの演奏)
17. パトリック・モラーツのピアノソロ - 『イエス/ライブ 1975』
18. ホールド・アウト・ユア・ハンド - クリス・スクワイアのソロアルバムのビデオ映像
19. Beginnings - スティーヴ・ハウのソロアルバムのビデオ映像
20. Ram - スティーヴ・ハウのソロ・アルバムのビデオ映像
21. ラムシャックルドより - アラン・ホワイトのソロ・アルバムのビデオ映像
22. スウィート・ドリームス - 『イエス/ライブ 1975』
23. 不思議なお話を - ビデオ・クリップ (『暦』に収録)
24. パラレルは宝 - 1976年のマウンテン・スタジオの演奏記録
25. 究極 - 1976年のマウンテン・スタジオの演奏記録
26. 世紀の曲がり角 - 1976年のマウンテン・スタジオの演奏記録
27. 悟りの境地 - 1976年のマウンテン・スタジオの演奏記録
28. 究極 - ライブ映像
29. リック・ウェイクマンによるパイプオルガン演奏 (ジョン・アンダーソンの演奏するハープとの共演)
30. 自由の翼 - スタジオの演奏記録
31. 光陰矢の如し - ビデオ・クリップ (『暦』に収録)
32. レンズの中へ - ビデオ・クリップ (『暦』に収録)
33. ロンリー・ハート - ビデオ・クリップ (『暦』に収録)/『9012ライブ』のビデオ版
34. 変革 - 『9012ライブ』のビデオ版
35. シティ・オブ・ラヴ - 『9012ライブ』のビデオ版
36. ホールド・オン - 『9012ライブ』のビデオ版
37. ラヴ・ウィル・ファインド・ア・ウェイ - ビデオ・クリップ (『暦』に収録)
38. サムシング・トゥ・ホールド・オン・トゥ - トレヴァー・ラビンのソロ・アルバムのビデオ・クリップ
39. 悟りの境地 - 「ユニオン・ツアー」の演奏
40. リズム・オブ・ラヴ - 「ユニオン・ツアー」の演奏
41. ムード・フォー・ア・デイ - 「ユニオン・ツアー」の演奏
42. ショック・トゥ・ザ・システム - 「ユニオン・ツアー」の演奏
43. 天国への架け橋 - エンディング（クレジット）

備考
- パトリック・モラーツのピアノ・ソロと「ホールド・アウト・ユア・ハンド」の中間でジョン・アンダーソンが『リレイヤー』の話をしているが、その場面で挿入されているのは『イエス/ライブ 1975』に収録された『海洋地形学の物語』の「儀式」。